# 單身情歌
《單身情歌》，是一套2009年10月16日起逢周五22:00 - 22:54 在TBS放送的電視劇。全劇共10集。

## 劇情
女主角 － 秋山里美，是都內的名門私立女子高中的日本史老師，這個身份讓她感到自豪。而她是公認的才貌兼備，性格是不許妥協的完美主義，做任何事都一個人完成，所以有「一個人」的別名。工作很忙碌，交男朋友的時間也沒有。
某日，神坂真一來到這個女校作為臨時職員。而他在大學畢業之後反覆打工，沒有什麼社會地位。不知為什麼突然被當成老師而派遣到這個學校，他為此也慌張失措。
年輕的女老師和女學生們看到神坂真一，都一致認為他是帥哥和可愛的類型，但里美卻並未認同，然而，里美和真一此兩人卻因為機緣巧合，開始戀愛並且同居。年齡的差距、想法的差異、收入的不相同等問題，他倆要如何跨越呢？

## 登場人物

### 主要角色
秋山美（33歲）：觀月亞里莎/香港配音：鄭麗麗
聖華女子學院高中的日本史教師，以及2年級的學年主任。工作能力很強，讓同校的老師們所信賴和依靠。在學生之中受歡迎，是排球隊的顧問。不願看見別人痛苦，亦不會丟下他們不管，是個寧願自己吃苦而將它扛起來的多管閒事型。
在5年前，與戀人省吾分手，自此之後一直單身，亦由於長時間的單身生活，讓她有個別名「一個人」。雖然她的收入很穩定，但不擅長家務，所以她的高級公寓非常凌亂，多數在外吃飯，從不用廚房煮食，初期對真一是弟弟的感覺，後期喜歡真一。
神坂真一（23歲）：小池徹平/香港配音：黃榮璋
聖華女子學院高中的現代文臨時教師，是一名草食系男子。因為2歲的時候父母離婚，自此與父親一同生活，對母親的事沒有記憶。因為在單親家庭的環境下成長，造就他的性格節儉，亦是一個家事能手，喜歡里美。
澤井君香（23歲）：松下奈緒/香港配音：林元春
聖華女子學院高中的英語教師，後援會會長的女兒。
對真一存有好感，而對他的好友博之沒有感覺。
原田博之（23歲）：橘慶太（w-inds.）/香港配音：何承駿
與真一在大學時代開始成為朋友，感情像兄弟般親厚，性格和善持平，在工程現場從事護衛工作。
在一次偶遇之下，對君香一見鍾情。
青木千尋（28歲）：鈴木亞美/香港配音：劉惠雲
聖華女子學院高中的醫務室老師。里美的傾訴對象。是個非常喜歡絨毛玩具的人。
佐佐木麻衣（28歲）：北川弘美/香港配音：曾佩儀
聖華女子學院高中的體育教師
松村由紀（27歲）：麻尋惠梨香/香港配音：林芷筠
聖華女子學院高中的音樂教師
三枝南（17歲）：大谷澪/香港配音：楊善諭
聖華女子學院高中的2年A班學生，PTA會長的女兒。個性剛強、自尊心重，是個任性的女孩。
在學校，有很多朋友圍著她，而她對神坂真一存有好感。
宮本繪梨（17歲）：小林嵯梨/香港配音：黃紫嫻
聖華女子學院高中的2年A班學生。5歲的時候被母親拋棄，因為這件事，對茄子有厭惡的感覺。
菊池理香（17歲）：石井美繪子/香港配音：陳琴雲
聖華女子學院高中的2年A班學生。
加藤早紀（17歲）：岡村麻純/香港配音：劉惠雲
聖華女子學院高中的 2年A班學生。
矢野冴子（29歲）：酒井若菜/香港配音：梁少霞
聖華女子學院高中的數學教師，教務主任的跟班。為了瞄準學年主任的座位而不斷奉承著教務主任，單方面地視身為學年主任的里美為競爭對手。
在男朋友面前會很諂媚地說話，與在學校時完全不同。
野野村伸介（40歲）：大衛伊東/香港配音：葉振聲
聖華女子學院高中的地理教師，3年A班的班主任，教務主任的跟班。瞄準下期教務主任的座位，經常與教務主任在一起。
井上浩文（50歲）：佐戶井賢太/香港配音：盧國權
聖華女子學院高中的教務主任。瞄準下期校長的座位而很想淑惠下台，與學校有關連的企業頻繁地打交道。
田島淑惠（45歲）：真矢美季/香港配音：黃麗芳
聖華女子學院高中的第4代校長。最先發覺里美和真一同居的人。
她曾結婚，是真一的母親，對里美的評價很高。

### 其他角色
速遞員：猩爺（車庫拍賣）（第1話、友情出演）
長谷川省吾（美的前男友）：袴田吉彥（第1、8、9話）香港配音：劉奕希
原田紗矢香（博之的妹妹）：平田薰（第2、8話）香港配音：張頌欣
坂上（非常勤・家政科教師）：宮地雅子（第3話）
清掃員：上村依子（第4話）
二階堂等（美的相親對象）：中村俊介（第5、6、9話）香港配音：陳廷軒
柳田圭子（3年A班的學生）：草刈麻有（第6話）香港配音：張頌欣
田中（冴子的前男友）：近藤公園（第6、8話）
警衛：永田良輔（第6話）香港配音：張錦江
秋山文代（美的母親）：高林由紀子（第7話）香港配音：雷碧娜
尚子（美的朋友）：村井美樹（第8話）香港配音：黃玉娟
千秋（美的朋友）：高瀨媛子（第8話）香港配音：陳凱婷

## 製作人員
- 編劇：尾崎將也、関えり香
- 音樂：仲西匡
- 演出：韓哲（TBS）、植田尚（MMJ）、大塚徹（MMJ）
- 製片人：正木敦（TBS）、遠田孝一（MMJ）、伊藤達哉（MMJ）
- 製作著作：MMJ、TBS

## 主題曲
- 北口和沙「Am I Fallin' in Love?」（SONIC GROOVE）
- Big Bang 「声をきかせて」

## 播放
| 各話                                                       | 播放日         | 原文標題 | 中文標題                                    | 收視率 |
| ---------------------------------------------------------- | -------------- | -------- | ------------------------------------------- | ------ |
| 第1話                                                      | 2009年10月16日 |          | 我會嚴格教導你，請準備好！女教師 VS 草食男  | 10.8%  |
| 第2話                                                      | 2009年10月23日 |          | 我也想被保護                                | 8.6%   |
| 第3話                                                      | 2009年10月30日 |          | 不再是一個人，我的房間裡多了個男人！        | 8.4%   |
| 第4話                                                      | 2009年11月6日  |          | 我知道，你不會逃避！                        | 9.7%   |
| 第5話                                                      | 2009年11月13日 |          | 緊急相親！四人約會！求婚！                  | 8.7%   |
| 第6話                                                      | 2009年11月20日 |          | 我好像有喜歡的人了…                         | 7.5%   |
| 第7話                                                      | 2009年11月27日 |          | 哭泣！抱緊！突如其來的告白！！              | 10.5%  |
| 第8話                                                      | 2009年12月4日  |          | 還是露餡了？突如其來的吻                    | 8.6%   |
| 第9話                                                      | 2009年12月11日 |          | 姐弟戀最終章！草食男 VS 前男友 & 前相親對象 | 11.0%  |
| 最終話                                                     | 2009年12月18日 |          | 感動的最終回… 究極姐弟戀的結果是？          | 10.3%  |
| 平均收視率：9.4%（視聴率は関東地区・ビデオリサーチ社調べ） |                |          |                                             |        |

## 外部連結
- 官方网站（日語）

## 作品的變遷
| 日本TBS 金曜劇場                 | 日本TBS 金曜劇場                         | 日本TBS 金曜劇場 |
| -------------------------------- | ---------------------------------------- | ---------------- |
|                                  | 單身情歌 （2009.10.16 - 2009.12.18）     |                  |
| 雙頭犬 （2009.7.24 - 2009.9.25） | 完美小姐進化論 （2010.1.15 - 2010.3.19） |                  |

| 臺灣 緯來日本台 一番偶像劇 週一至週五晚間十一點 | 臺灣 緯來日本台 一番偶像劇 週一至週五晚間十一點 | 臺灣 緯來日本台 一番偶像劇 週一至週五晚間十一點 |
| ----------------------------------------------- | ----------------------------------------------- | ----------------------------------------------- |
|                                                 | 單身女萬歲 （2010.6.1 - 2010.6.14）             |                                                 |
| 莎拉公主 （2010.5.17 - 2010.5.31）              | 時尚女王 （2010.6.15 - 2010.6.29）              |                                                 |
| 週一至週五 21:00至22:00 （雙時段撥出）          |                                                 |                                                 |
| 莎拉公主 （2010.5.17 - 2010.5.31）              | 單身女萬歲 （2010.6.1 - 2010.6.14）             | 時尚女王 （2010.6.15 - 2010.6.29）              |

| 香港 無綫劇集台 星期日 17:30-19:15 （每次播映兩集） | 香港 無綫劇集台 星期日 17:30-19:15 （每次播映兩集） | 香港 無綫劇集台 星期日 17:30-19:15 （每次播映兩集） |
| --------------------------------------------------- | --------------------------------------------------- | --------------------------------------------------- |
|                                                     | 單身情歌 （2010.02.28 - 2010.03.28）                |                                                     |
| （2010.01.17 - 2010.02.21）                         | （2010.04.04 - 2010.05.02）                         |                                                     |
| 香港 無綫電視J2台 星期六 21:35-22:35                |                                                     |                                                     |
| （2010.11.06 - 2011.12.25）                         | （2011.01.08 - 2011.04.02）                         | Q10 （2011.04.09 - 2011.06.31）                     |
| 香港 高清翡翠台 星期日09:00-11:00                   |                                                     |                                                     |
| （2012.04.01 - 2012.05.06）                         | （2012.05.13 - 2012.07.01）                         | （2012.07.08 - 2012.08.12）                         |